# پل کونچسکی
پل کونچسکی (به انگلیسی: Paul Konchesky) بازیکن فوتبال زادهٔ ۱۵ مه ۱۹۸۱ اهل کشور انگلستان که سابقهٔ بازی در تیم ملی فوتبال انگلستان را در کارنامهٔ خود دارد. وی در تاریخ ۱۲ فوریه ۲۰۰۳ نخستین بازی ملی خود را در مقابل تیم ملی فوتبال استرالیا انجام داد و با حضور در ۲ بازی ملی، در تاریخ ۱۲ نوامبر ۲۰۰۵ واپسین بازی ملی‌اش را در برابر تیم ملی فوتبال آرژانتین برگزار کرد.